# Imelda Staunton
Dama Imelda Mary Philomena Bernadette Staunton, DBE (Londres, 9 de janeiro de 1956) é uma atriz britânica. Ela começou sua carreira no teatro na década de 1970, ganhando quatro Laurence Olivier Award; três de melhor atriz principal, e um de melhor atriz coadjuvante.
No cinema, Staunton atraiu elogios da crítica por sua atuação no papel-título em Vera Drake de Mike Leigh (2004), pelo qual ela ganhou o BAFTA de Melhor Atriz em Cinema e o Volpi Cup de Melhor Atriz no Festival de Veneza, além de ter sido indicada ao Oscar, ao Globo de Ouro e ao Screen Actors Guild Awards. Seus outros papéis notáveis no cinema incluem Dolores Umbridge em Harry Potter e a Ordem da Fênix (2007) e Harry Potter e as Relíquias da Morte - Parte 1 (2010), e a dublagem de Bunty em A Fuga das Galinhas (2000) e Margaret Claus em Operação Presente (2011).
Na televisão, ela estrelou os seriados Up the Garden Path e Is it Legal?. Sua atuação em A Minha Família e Outros Animais lhe rendeu uma indicação ao Prêmio Emmy Internacional de melhor atriz, enquanto seus papéis em Return to Cranford e A Garota lhe renderam indicações ao Prêmio BAFTA TV de melhor atriz coadjuvante. Por este último, ela também foi indicada ao Prêmio Emmy de melhor atriz coadjuvante em minissérie ou telefilme. Ela interpretou a Rainha Elizabeth II nas duas temporadas finais da série The Crown, da Netflix, recebendo indicações para o Emmy, BAFTA e Globo de Ouro.

## Filmografia
| 1986 | The singing detective (TV) |
| ---- | --- |
| 1987 | Vidas marcadas (Comrades) |
| 1989 | A sleeping life (TV) |
| 1990 | Englishman's wife, The (TV) They never slept Yellowbacks (TV)                                                                  |
| 1991 | Antonia & Jane (Antonia and Jane)                                                                                              |
| 1992 | A masculine ending (TV) Para o resto de nossas vidas (Peter's friend)                                                          |
| 1993 | Anjos do mal (Deadly advice) Don't leave me this way (TV) Muito barulho por nada (Much ado about nothing)                      |
| 1994 | Mole's Christmas (TV) Woodcock (TV)                                                                                            |
| 1995 | Razão e sensibilidade (Sense and sensibility) Look at the state we're in! (TV) Citizen X (Citizen X) (TV)                      |
| 1996 | Noite de reis (Twelfth Night: Or waht you will) A vingança da rainha da neve (Snow queen's revenge, The) (voz)                 |
| 1997 | Ugly duckling, The (voz) Lembre-se de mim (Remember me?)                                                                       |
| 1998 | Canterbury tales, The (voz) (curta-metragem) Shakespeare apaixonado (Shakespeare in love)                                      |
| 1999 | David Copperfield (David Copperfield) (TV)                                                                                     |
| 2000 | Jack and the beanstalk Rat A fuga das galinhas (Chicken run) (voz)                                                             |
| 2001 | O que elas querem (Crush) Another life                                                                                         |
| 2002 | Ready (curta-metragem) 2002 - Murder (TV)                                                                                      |
| 2003 | I'll be there Blackball Bright young things Virgin of Liverpool, The Cambridge spies (TV)                                      |
| 2004 | O segredo de Vera Drake (Vera Drake)                                                                                           |
| 2005 | My family and other animals (TV) A midsummer night's dream (TV) 3 & 3 Fingersmith (TV) Nanny McPhee - A babá encantada         |
| 2007 | Harry Potter e a Ordem da Fênix (Dolores Umbridge) How about You (Hazel Nightingale) Escritores da Liberdade (Freedom writers) |
| 2010 | Another Year Harry Potter e as Relíquias da Morte: Parte 1 (Dolores Umbridge) Alice no País das Maravilhas (Flores com rosto   |
| 2011 | The Awakening (O Despertar) |
| 2014 | Malévola Pride |
| 2019 | Downton Abbey - O Filme Malévola: Dona do Mal                                                                                  |
| 2023 | The Crown (TV) |